# Kamil Kalinka
Kamil Kalinka (ur. 11 czerwca 1983 w Tarnobrzegu) – polski urzędnik i samorządowiec, w 2018 pełniący obowiązki prezydenta Tarnobrzega, następnie w 2018 p.o. wiceprezydenta.

## Życiorys
Absolwent Liceum Ogólnokształcącego im. Mikołaja Kopernika w Tarnobrzegu. Studiował politologię na Uniwersytecie Marii Curie-Skłodowskiej w Lublinie, Uniwersytecie Rzeszowskim i Uniwersytecie Jagiellońskim. Pracował w Lokalnym Punkcie Informacyjnym Funduszy Europejskich w Tarnobrzegu i w miejskiej bibliotece. Był wicedyrektorem i później dyrektorem Wojewódzkiego Ośrodka Ruchu Drogowego w tym mieście. W 2010 bezskutecznie ubiegał się o mandat tarnobrzeskiego radnego miejskiego z listy Prawa i Sprawiedliwości, jednak zdobył go w wyborach w 2014. Został przewodniczącym struktur Prawa i Sprawiedliwości w Tarnobrzegu oraz radzie miejskiej. Do 2017 był przewodniczącym rady miasta. W 2015 i 2019 bez powodzenia startował z 17. miejsca listy PiS do Sejmu.
8 marca 2018 został wyznaczony przez premiera na pełniącego obowiązki prezydenta Tarnobrzega (wcześniej zrzekł się mandatu radnego, niepołączalnego z tym stanowiskiem). Stało się to po tym, jak dotychczasowy piastun urzędu Grzegorz Kiełb został tymczasowo aresztowany w związku z podejrzeniem korupcji, a urzędy wiceprezydentów pozostały nieobsadzone. W maju 2018 został zaprezentowany jako kandydat PiS na prezydenta miasta. 17 lipca tego samego roku Grzegorz Kiełb wyszedł z aresztu, co wiązało się z tymczasowym przejęciem stanowiska prezydenta przez zastępcę Kamila Kalinki, Annę Pekár. Powołała ona wkrótce Kamila Kalinkę na swego zastępcę. W przeprowadzonych 21 października wyborach uzyskał 24,81% poparcia, co dało mu drugie miejsce – przegrał tym samym już w pierwszej turze z Dariuszem Bożkiem.